# Жарков, Степан Петрович
Степа́н Петро́вич Жарко́в (1913—1981) — участник Великой Отечественной войны, полный кавалер ордена Славы.

## Биография
Родился 28 марта 1913 года в деревне Мясищево, ныне Переславского района Ярославской области в крестьянской семье. Русский. После окончания четырёх классов работал на химическом заводе в посёлке Чапаевский, ныне Самарской области. В 1936—1938 годах служил в армии.
Участник Великой Отечественной войны с августа 1942 года. Командир отделения 333-й отдельной разведывательной роты 254-й стрелковой дивизии 52-й армии 2-го Украинского фронта. 30 ноября 1943 года на подступах к городу Черкассы сержант Жарков гранатой уничтожил пулемёт с расчётом. 2 декабря 1943 года под этим же городом противотанковой гранатой уничтожил вражеский блиндаж с десятью солдатами, одного противника взял в плен. 10 декабря 1943 года награждён орденом Славы 3-й степени.
В начале марта 1944 года в районе села Маньковка Черкасской области помощник командира взвода старший сержант Жарков с разведывательной группой атаковал вражеский опорный пункт, уничтожив 3 противников и 4 взяв в плен; отражая 3 контратаки группа уничтожила 20 неприятелей. 12 марта 1944 года близ села Джулинка Бершадского района Винницкой области форсировал Южный Буг, уничтожив пулемёт противника. 23 мая 1944 года награждён орденом Славы 2-й степени.
22 августа 1944 года старшина Жарков с группой разведчиков под городом Яссы в Румынии узнал расположение огневых позиций 4 штурмовых орудий противника. В бою уничтожил немало вражеских пехотинцев. 24 марта 1945 года награждён орденом Славы 1 степени.
После демобилизации в 1945 году жил в селе Сестры Ивантеевского района Саратовской области, работал животноводом в совхозе. Умер 12 марта 1981 года и был похоронен там же.